# 牧野正迪
牧野 正迪（まきの まさみち、1883年（明治16年）3月19日 - 1947年（昭和22年）4月3日）は、大日本帝国陸軍軍人。最終階級は陸軍中将。功四級。

## 経歴
鳥取県出身。陸軍士官学校第17期、陸軍大学校第27期卒業。1921年（大正10年）7月に陸軍騎兵少佐に進級し、1923年（大正12年）9月時点で陸軍兵器本廠附の任にあり、1924年（大正13年）9月時点で飛行第3大隊附に転じた。1925年（大正14年）5月に航空兵科に転科し、同年8月に陸軍航空兵中佐に進級し、飛行第3連隊附となった。同年12月に明野陸軍飛行学校研究部主事兼同校教官に就任し、1926年（大正15年）12月に飛行第7連隊附となった。
1928年（昭和3年）1月、台湾軍参謀に転補され、1929年（昭和4年）3月に陸軍航空兵大佐に進級し、同年8月に飛行第1連隊長（第3師団）に着任した。1931年（昭和6年）8月に第12師団参謀長に転じ、1932年（昭和7年）10月には関東軍飛行隊長に就任し、満洲事変に出動。地上部隊と協同して戦果を挙げた。
1933年（昭和8年）12月20日、陸軍少将進級と同時に陸軍航空本部検査部長に着任し、1935年（昭和5年）8月に陸軍航空本部総務部長に転じた。1937年（昭和12年）8月に陸軍中将進級と同時に浜松陸軍飛行学校長に就任した。1938年（昭和13年）6月には新設部隊の第1飛行集団長に就任し、1939年（昭和14年）8月1日に待命となり、8月31日に予備役に編入された。
予備役編入後は満洲航空取締役社長を務め、1942年（昭和17年）9月11日まで在任した。後任は藤田朋。

### 相沢事件
相沢事件の被告となった相沢三郎は1936年（昭和6年）5月7日に第1師団軍法会議で死刑判決を言い渡された。5月8日に相沢は三月事件、十月事件関係者を公判にかけるべきとの趣旨から上告した。それにより、第1師団高等軍法会議が構成され、陸軍航空本部総務部長であった牧野が裁判長に就任した。審理は書面審理のみで、同年6月30日に相沢に対して上告棄却を言い渡した。